# 养马甸子乡
养马甸子乡，是中华人民共和国辽宁省葫芦岛市建昌县下辖的一个乡镇级行政单位。

## 行政区划
养马甸子乡下辖以下地区：
养马甸子村、腰庄子村、宫福堂村、大杨树沟村、南平房子村、房胜沟村、马道沟村、杨不锨沟村、仓上村、北沟村、回流水村和枣木沟村。